# Список членов Сибирской Областной Думы

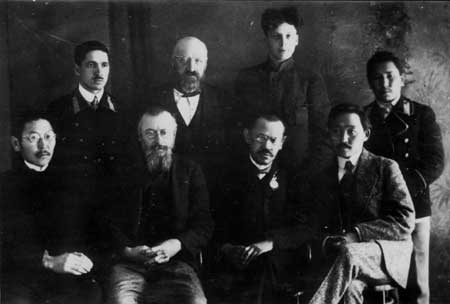
Якутские депутаты на заседании Сибирской областной Думы. Сидят (слева направо): М. Н. Тимофеев-Терёшкин, П. А. Куликовский, И. Н. Эверстов, Г. В. Ксенофонтов. Стоят (слева направо): И. М. Бланков, М. В. Сабунаев, В. М. Попов, Н. Желобцов. Томск, 1918

Список членов Сибирской Областной Думы — алфавитный список лиц, вошедших во временный орган верховной, представительной и законодательной власти в автономной Сибири. Дума начала свою работу 20 января 1918 года и самораспустилась 10 ноября 1918 года. 20 января 1918 года дума состояла из 47 человек, а к 15 августа того же года в неё входило не менее 127 человек. Список дополнен по наиболее полному, составленному О. А. Помозовым, при этом имена, не вошедшие в первые версии списка 1921 года, выделены курсивом. 
1. Амдурский, Меер Калманович, от Сионистской организации Средней Сибири.
2. Адрианов, Александр Васильевич, кооператор.
3. Аланов, Иннокентий Иванович, от минусинских туземных племён.
4. Алексеев, Александр Константинович, от Омского Окружного почтово-телеграфного Союза.
5. Анкудинов, Сергей Иванович, от Омского окружного комитета почтово-телеграфного Союза.
6. Ассар, Герман Петрович, от Иркутского районного латышского национального комитета[4]
7. Барабанщиков, Ефим Васильевич, от фронта.
8. Баранцев, Трофим Владимирович, член Учредительного Собрания.
9. Бедро, Иван Прохорович, от кредитной кооперации Минусинского уезда и 2-го Всесибирского съезда кооператоров.
10. Беляков, Прокопий Михайлович, от томского студенчества на январской сессии
11. Бланков, Иван Моисеевич, от Якутского Совета крестьянских депутатов.
12. Больт, Генрих Генрихович, от Комитета немецкой нации Павл. уезда.
13. Больт, Пётр Иванович, от Центрального комитета немецкой нации.
14. Борисов, Сергей Степанович, от Алтайской губернской земской управы.
15. Бутаков Г. Н.[a]
16. Быховский, Наум Яковлевич, участник январской сессии.
17. Вакулин Н. А., упомянут в протоколе заседания президиума и представителей фракций СОД от 5 ноября 1918 г.
18. Вампилов Баэртон Гандалович,  член Учредительного собрания.
19. Вампилов, Николай Владимирович, от Иркутского бурятского национального комитета[b].
20. Вахта, Козьма Филиппович, от 4-го Омского Крестьянского съезда.
21. Вейнберг, Борис Петрович, от Сибирских Высших женских курсов.
22. Величанский, Григорий Семёнович, от Главного комитета Ачинско-Минусинской железной дороги.
23. Воронин, Николай Михайлович, от Иркутского отделения Всероссийского почтово-телеграфного союза.
24. Величков (Величко) И. А., участник январской сессии.
25. Виллов Я. В.,  от эстонских колоний Средней Сибири
26. Винокуров Ф. И., участник январской сессии.
27. Войтенко, от украинцев, участник январской сессии.
28. Гайсин, Зариф Савич, от татар.
29. Галиев Г., от татар Акмолинской и Семипалатинской областей, участник январской сессии.
30. Гольдберг, Исаак Григорьевич, от Томского губернского Крестьянского съезда.
31. Гончаров З. А., участник январской сессии.
32. Горохов, Михаил Гаврилович, от Семипалатинского союза кооператоров.
33. Гридин, Иван Максимович, от Союза Сибири[c].
34. Грингоф, Христофор Самуилович, от Томского латышского национального совета.
35. Гриневич П. А., участник январской сессии.
36. Гросс Э. Ф., от Всесибирской эстонской национальной организации
37. Гуров, Козьма Семёнович, член Учредительного собрания[d]
38. Дашханов, участник январской сессии.
39. Девизоров, Алексей Алексеевич, член Учредительного Собрания.
40. Дербер, Пётр Яковлевич[9]
41. Дивидович, Николай Иванович, от Барнаульской городской управы.
42. Дистлер, Александр Григорьевич, от Томской городской думы.
43. Дишлер, Карл Германович, от Омского Коммерческого института.
44. Добрянов, Матвей Петрович, от 11-й Сибирской стрелковой дивизии.
45. Донецкий[e]
46. Дурхисанов, Илья Серафимович, от Иркутской губернской земской управы.
47. Евдокимов, Кузьма Афанасьевич, член Учредительного Собрания.
48. Еверов, Александр Мануэлевич, от Западно-Сибирского района Сионистской организации.
49. Емельянов, Александр Степанович, от Иркутского Союза пред. и сберегательного товарищества.
50. Емельянов Ф. Ф., участник январской сессии.
51. Ефимов, Вячеслав Васильевич, от Главного комитета Южно-Сибирской железной дороги.
52. Жамцарано Цибен, от Забайкальского бурятского национального комитета.
53. Желобцов Н.[якут.],  от Якутии
54. Жернаков, Николай Евграфович, от Новониколаевского уездного земства
55. Жукас А. А.,  от областного бюро горнорабочих[f]
56. Заленский Ян, от польской социалистической партии.
57. Занозин, Василий Степанович, от Главного дорожного  комитета Союза служащих и рабочих Алт. железной дороги.
58. Иваницкий-Василенко, Александр Алексеевич, член Учредительного Собрания.
59. Иванов, Николай Иванович, от Главного исполнительного комитета пост. Кольчугинской железной дороги.
60. Инырев, Денис Иванович, член Учредительного Собрания.
61. Капустин, Александр Михайлович, от Главного комитета Омской железной дороги.
62. Кареев, от Томского губернского крестьянского съезда.
63. Карпов, Нурилла Мухамеджанович, от татар.
64. Кауров, от Черемховских угольных шахт[g].
65. Каштымов, от хакасов
66. Ким А. И.,  от корейцев Сибири
67. Клинкгоф, Леонид Фёдорович, от Главного дорожного комитета Кольчугинской железной дороги.
68. Кобушко, Георгий Васильевич, от 4-го Омского Крестьянского съезда.
69. Коган, Александр Григорьевич, от студенческого старостата  высших учебных заведений города Томска.
70. Колесов, от Якутии
71. Колобов, Михаил Алексеевич, от Читинской городской думы.
72. Колосов, Евгений Евгеньевич, член Учредительного Собрания.
73. Корнилов И. Г., от Якутии
74. Коробков М. И.,  от Новониколаевского самоуправления
75. Косогор П. П., участник январской сессии.
76. Котельников, Дмитрий Павлович, член Учредительного Собрания.
77. Красев, Николай Гаврилович, от Главного комитета Кольчугинской железной дороги.
78. Кроль, Моисей Ааронович, член Учредительного Собрания.
79. Ксенофонтов, Гавриил Васильевич, член Учредительного Собрания[10].
80. Кубасов, Анатолий Никитьевич, от Верхнеудинского и Читинского кооперативного объединения.
81. Кубышко, член думской комиссии по финансам.
82. Кудрявцев, Сергей Андреевич,  от Крестьянского трудового союза.
83. Куксман, Рудольф Янович, от объединения эстонцев.
84. Куликов, Владимир Васильевич,  от II Всесибирского кооперативного съезда
85. Куликовский, Пётр Александрович, от якутских крестьянских депутатов.
86. Курский, Михаил Онисифорович, от кредитной кооперации Сибири.
87. Лазебник-Лазбенко, участник январской сессии.
88. Леонтьев, участник дневного заседании Частных совещаний 20 июля.
89. Линдберг, Михаил Яковлевич, член Учредительного Собрания
90. Лозовой, Тимофей Сергеевич, от Омской городской думы.
91. Лозовой, Фёдор Сергеевич, от 4-го Омского Крестьянского областного съезда.
92. Ломшаков, Валентин Александрович, член Учредительного Собрания[1].
93. Любимов, Николай Михайлович, член Учредительного Собрания.
94. Магницкий, Алексей Андреевич, от Главного комитета Томской железной дороги.
95. Магун, Исаак Львович, от профсоюзных организаций Западной Сибири.
96. Мазан, Борис Петрович, от Главного комитета Томской железной дороги.
97. Майнагашев, Степан Дмитриевич, от Минусинских туземных племён.
98. Малахов, Василий Зотикович[11], от Исполнительного комитета Алтайского Совета крестьянских депутатов.
99. Малых, участник заседания 17 августа.
100. Маньков, Иван Николаевич, депутат Государственной думы IV созыва от Иркутской губернии[12].
101. Марков, Борис Дмитриевич, член Учредительного Собрания.
102. Маурер Г. Ю., от Всесибирской эстонской национальной организации.
103. Мелентьев, Семён Матвеевич, от Войскового круга Иркутского казачьего войска.
104. Мельников, Фёдор Евфимьевич, от Исполнительного комитета старообрядцев.
105. Мерхалев, Владимир Николаевич, от губернского Совета крестьянских депутатов.
106. Михайлов, Павел Яковлевич, член Всероссийского Учредительного Собрания.
107. Монетов, Александр Дмитриевич, от фронта.
108. Моравский, Валериан Иванович, участник январской сессии.
109. Мосеенок, Кирилл Емельянович, от Томской городской думы.
110. Мраморнов, Виктор Васильевич, от Технологического института.
111. Мухин, Алексей Фёдорович, член Всероссийского Учредительного Собрания.
112. Нагорный, Иван Емельянович, от Акмолинской Украинской Рады.
113. Назаренко Н. Ш., от профессиональных союзов Красноярска.
114. Неометуллов, Гариф Шегибердинович, от татар Сибири.
115. Неслуховский, Сергей Константинович, от студенчества.
116. Неупокоев, Вячеслав Павлович, от Иркутского губернского Совета крестьянских депутатов.
117. Никитин, Валерьян Евгеньевич, от Всесибирского комитета крестьянских депутатов.
118. Никонов, Сергей Павлович, от Томского университета.
119. Новомбергский, Николай Яковлевич, от 2-го Всесибирского Кооперативного съезда.
120. Новосёлов, Александр Ефремович, от Западно-Сибирского совета крестьянских депутатов (?)
121. Обухов, Павел Яковлевич, от фронта.
122. Околович, Степан Иванович, от Новониколаевского городского управления.
123. Окороков, Александр Матвеевич, от II Всесибирского кооперативного съезда
124. Омельков, Михаил Фёдорович, член Учредительного Собрания.
125. Патушинский, Григорий Борисович, от Якутского губернского Совета крестьянских депутатов.
126. Пепеляев, Владимир Николаевич, от объединения учащихся высших учебных заведений Томска.
127. Переверенко, Иван Андреевич[4], от профессионального  союза Забайкальской железной дороги.
128. Петерсон, Александр Иванович, от эстонцев Алтайской губернии.
129. Петров, Аркадий Николаевич, участник январской сессии.
130. Плахин, Александр Тимофеевич, от губернского Крестьянского съезда.
131. Плюхин, Константин Трофимович, от Главного комитета Омской железной дороги.
132. Попов, Василий Михайлович, от Якутского Совета крестьянских волостных депутатов.
133. Попов, Константин Андреевич,  от совета профсоюзов Омска
134. Потанин, Григорий Николаевич, от Чрезвычайного Сибирского съезда.
135. Потапенко, Пётр Николаевич, от Омской Украинской Главной Рады.
136. Путинцев, Сергей Александрович, от 20-го Сибирской стрелковой дивизии Северного фронта.
137. Рабинович, Михаил Моисеевич, от профсоюзных организаций Западной Сибири.
138. Реннер, Иоганн Готфридович, от Славгородского районного комитета немецкой нации.
139. Розеншток, Исаак Лазаревич, от профсоюзных организаций Западной Сибири.
140. Романов, Александр Дмитриевич, от Союза служащих и рабочих Юго-Западного и Румынского фронта.
141. Романовский, Михаил Александрович, томский кооператор.
142. Романовский С. С., председатель фракции национальностей на январской сессии.
143. Рудаков, Михаил Петрович, от губернской земской управы.
144. Рязанов П. В., участник январской сессии.
145. Сабунаев, Михаил Васильевич, от Якутской инородческой управы.
146. Саиев, Юсуф Раадович, от Томской губернской земской управы.
147. Сапожников, Василий Тихонович, от профессионального союза Забайкальской  железной дороги.
148. Семёнов, Фёдор Семёнович, он же Лисиенко Арсений Павлович, член Всероссийского Учредительного Собрания.
149. Сенников, Николай Константинович, от правления Союза союзов Троицкой железной дороги.
150. Скуратов, Иван Иванович, от Всероссийского Исполнительного комитета крестьян-депутатов.
151. Соболев, Афанасий Гаврилович, Новониколаевский кооператор.
152. Соколов, Кузьма Васильевич, от Семипалатинского союза кооператоров
153. Солдатов, Леонид Константинович, от губернского Совета крестьянских депутатов
154. Соловьев, Пётр Николаевич, от Семипалатинской областной земской управы.
155. Сотников, Александр Александрович, от Минусинского казачьего войска.
156. Сошников, Иван Александрович, от Главного комитета постройки Кольчугинской дороги.
157. Станкеев, Александр Гаврилович, от Союза сибирских маслоделательных артелей.
158. Стасий, участник январской сессии.
159. Строкан, Владимир Антонович, от Алтайской губернской рады.
160. Стулов, Пётр Лукьянович, от правления Союза союзов Троиццкой железной дороги.
161. Сулим, Дмитрий Григорьевич, участник январской сессии, министр экстерриториальных народностей.
162. Суханов, Алексей Степанович, член Учредительного Собрания.
163. Таланов, Павел Николаевич, от 23-го и 24-го Сибирских полков.
164. Тараканова, Серафима Андреевна, от профсоюзов Барнаула.
165. Тибер-Петров, Виктор Тимофеевич, от Алтайской и Кузнецкой Горной думы.
166. Тимофеев А. Ф., участник январской сессии.
167. Тимофеев-Терёшкин М. Н.,  от Якутии
168. Тобоков, Даниил Михайлович, от Каракор. земской управы от инородцев.
169. Токмашев, Георгий Маркелович, от Каракорумск. окружной управы.
170. Трубачев  И. или Трубачеев И., от бурят.
171. Устьяров, Оскар Янович, от фронта, поручик царской армии[13].
172. Усырев, Павел Петрович, от Алтайского Исполнительного комитета Советов крестьянских депутатов.
173. Фабрикант, Моисей Львович, от профсоюзных организаций Западной Сибири.
174. Фельдман, Моисей Соломонович, посетил в августе 18 августа 1918, участие в СОД?
175. Филашев, Николай Александрович[14], от Акмолинского областного земства.
176. Фомин, Нил Валерианович, от 2-го Всесибирского Кооперативного съезда[h].
177. Фрезе, Франц Францевич, от Центрального комитета немецкой нации.
178. Ходукин, Яков Николаевич, от Иркутского губернского земского собрания.
179. Хомутов, Порфирий Михайлович, от 3-го Томского губернского Крестьянского съезда.
180. Цеев, Константин Степанович, от съезда сибиряков в Киеве.
181. Черемных, Иван Агеевич, от Всесибирского комитета крестьянских депутатов.
182. Чертовских, Николай Петрович, от Иркутского союза кооператоров.
183. Чимитов Гамбожат, от Забайкальского Бурятского нацкомитета.
184. Шапошников, Акиндин Иванович, член Учредительного Собрания.
185. Шатилов, Михаил Бонифатьевич, член Учредительного Собрания.
186. Шендриков, Степан Никифорович, член Учредительного Собрания.
187. Шварц, Густав Иванович, от Омского районного комитета немецкой нации.
188. Шкабин, Константин Алексеевич, от Главного комитета Алтайской железной дороги.
189. Штраух, от немцев.
190. Шкундин, Зиновий Исаакович, от Восточно-Сибирского района Сионистской организации.
191. Щевелев, Яков Яковлевич, от Главного комитета Ачинско-Минусинской железной дороги.
192. Эверстов, Иван Николаевич, от Якутской городской народной управы.
193. Юдин Иван, участник январской сессии.
194. Юнусов И. А., от центрального сибирского мусульманского комитета.
195. Якушев, Георгий Васильевич, от Главного комитета Южно-Сибирской железной дороги.
196. Якушев, Иван Александрович, от Иркутской городской думы.
197. Яницкий, Евгений Иванович, от Центрального исполнительного комитета Всесибирского Совета Крестьянских депутатов.
198. Яновицкий, Вячеслав Авксентьевич, от Главной [украинской] Рады Сибири.

## Комментарии
1. ↑  Член думской комиссии средств и путей сообщения[5], член СОД [6]; Вероятно, это Бутаков Гавриил Николаевич, политический ссыльный,  учитель Улейского инородческого двуклассного училища[7]
2. ↑  Он же Найдан Гандалович Вампилов, родной брат Б. Г. Вампилова, учитель в Аларском районе, отец актёра Б. Н. Вампилова[8].
3. ↑  Вероятно, именно он упоминается под фамилией Дридин в газете «Сибирская жизнь» № 96 за 1918 г.
4. ↑  В ранних версиях списка значится под фамилией Буров Козьма Семёнович.
5. ↑   9 августа 1918 года обратился с просьбой к Частному совещанию СОД выдать ему подъёмные для приезда в Томск на заседания Думы
6. ↑  Первоначально мандатная комиссия Частных совещаний СОД его удостоверение не утвердило, однако есть основания полагать, что к августовской сессии его мандат считался уже действительным.
7. ↑  25 июля мандатная комиссия Частных совещаний СОД сделала доклад о его полномочиях, после чего вопрос о мандате Каурова был оставлен открытым «выяснения вопроса о земском положении Черемхово».
8. ↑  В источнике очевидная опечатка "Фомин, Николай Валерьянович"